# Comandău
Comandău [komanˈdəu] (ungarisch Kommandó, deutsch Kommando) ist eine Vogtei im Szeklerland im Kreis Covasna in der Region Siebenbürgen in Rumänien.
Der Ort ist auch unter der deutschen Bezeichnung k. u. k. Grenzkommando bekannt.

## Geographische Lage

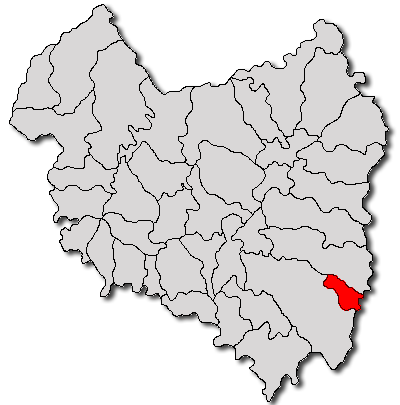
Lage der Gemeinde Comandău im Kreis Covasna

Es liegt im historischen Gebiet des ungarischen Komitats Háromszék. Am Bach Bâsca Mare und der Gemeindestraße (drum comunal) DC 14 befindet sich der Ort etwa 50 Kilometer östlich von der Kreishauptstadt Sfântu Gheorghe (Sankt Georgen) entfernt. Größere Orte in der Umgebung sind die Kurorte Covasna und Târgu Secuiesc (Szekler Neumarkt). In der Region gibt es viele Mineralquellen.

## Herkunft des Namens

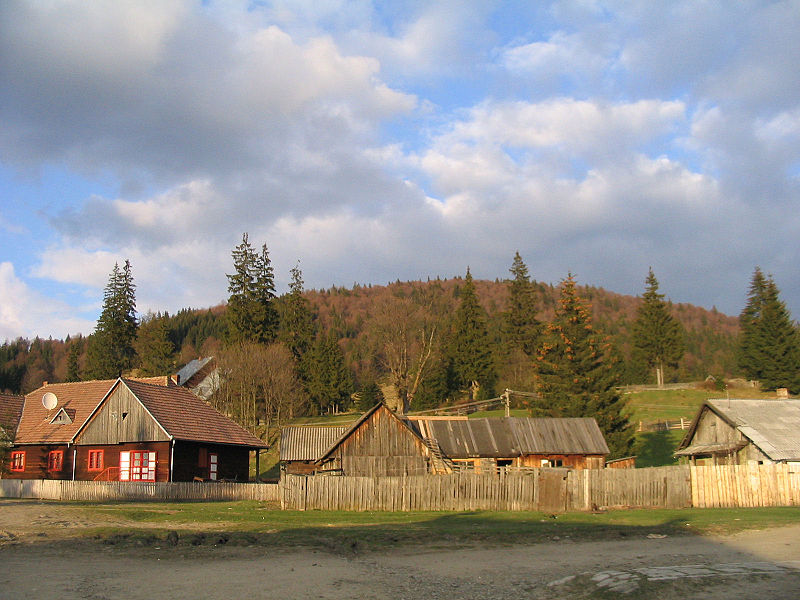
Blick auf Comandău

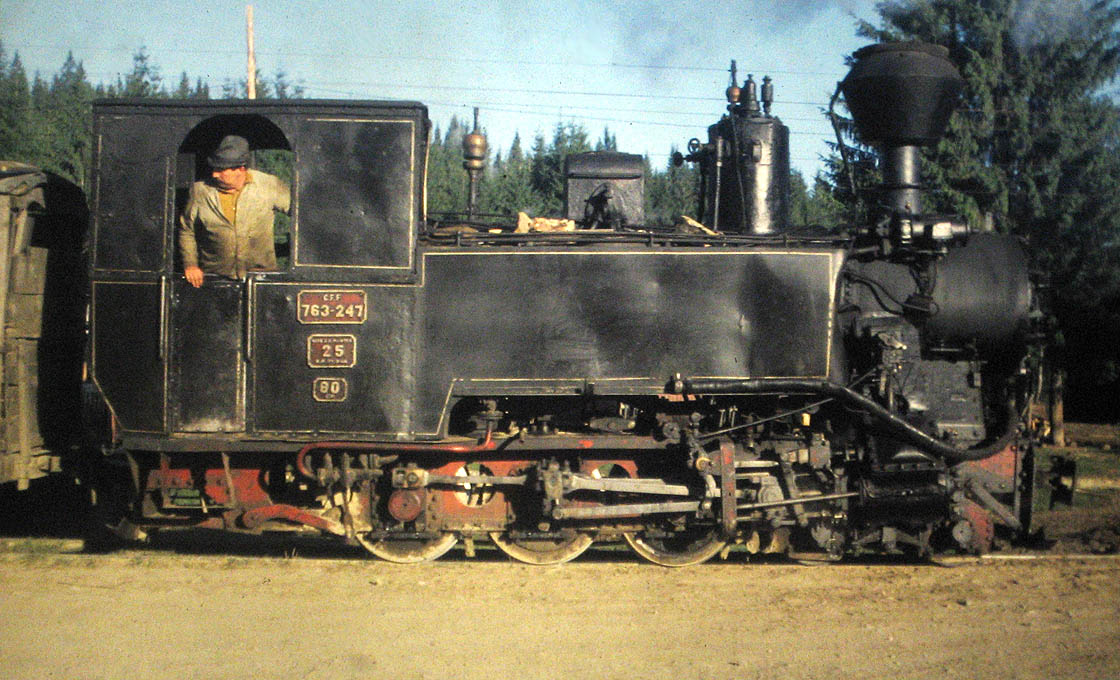
Die Lokomotive der Waldbahn, 1996

Der Name stammt aus der Zeit der österreichisch-ungarischen Monarchie, in der dieses Dorf den östlichsten Posten der k. u. k.-Monarchie darstellte, als Militär-„Kommando“. Der für Rumänien ungewöhnliche Ortsname hat also seine Wurzeln in der deutschen Sprache.

## Bevölkerung
Comandău hatte nach der Zählung von 1992 ca. 1120 Einwohner, davon 1028 ungarischstämmig, 75 rumänisch und 17 Roma. Die Umgangssprache im Dorf ist Ungarisch. Seit der Wende gibt es eine hohe Arbeitslosigkeit im Dorf von bis zu 80 %. Vor allem die männlichen Bewohner des Dorfes suchen daher zunehmend Arbeit außerhalb der Landesgrenzen. Die gegenwärtige Einwohnerzahl kann daher nicht mit Gewissheit angegeben werden.

## Geschichte
Comandău wurde als eine Grenzkommandostelle der österreich-ungarischen Monarchie gegründet. Es wurden hier Szekler angesiedelt, um die östliche Militärgrenze des Habsburgerreiches zu schützen. Die Szekler lebten bis zum Ende des 19. Jahrhunderts hauptsächlich von der Landwirtschaft. Zum Ende des 19. Jahrhunderts entwickelte sich Comandău wegen der aufkommenden Holzindustrie und expandierte. Zu diesem Zeitpunkt gab es eine Zuwanderung nach Comandău aus vielen europäischen Ländern, vor allem von Waldarbeitern. Nachweisbar auf dem örtlichen Friedhof sind Gräber von Zuwanderern aus Tschechien und Polen genauso wie aus Deutschland, Österreich oder Schweden. Deren Nachkommen wurden später magyarisiert.

## Die Standseilbahn

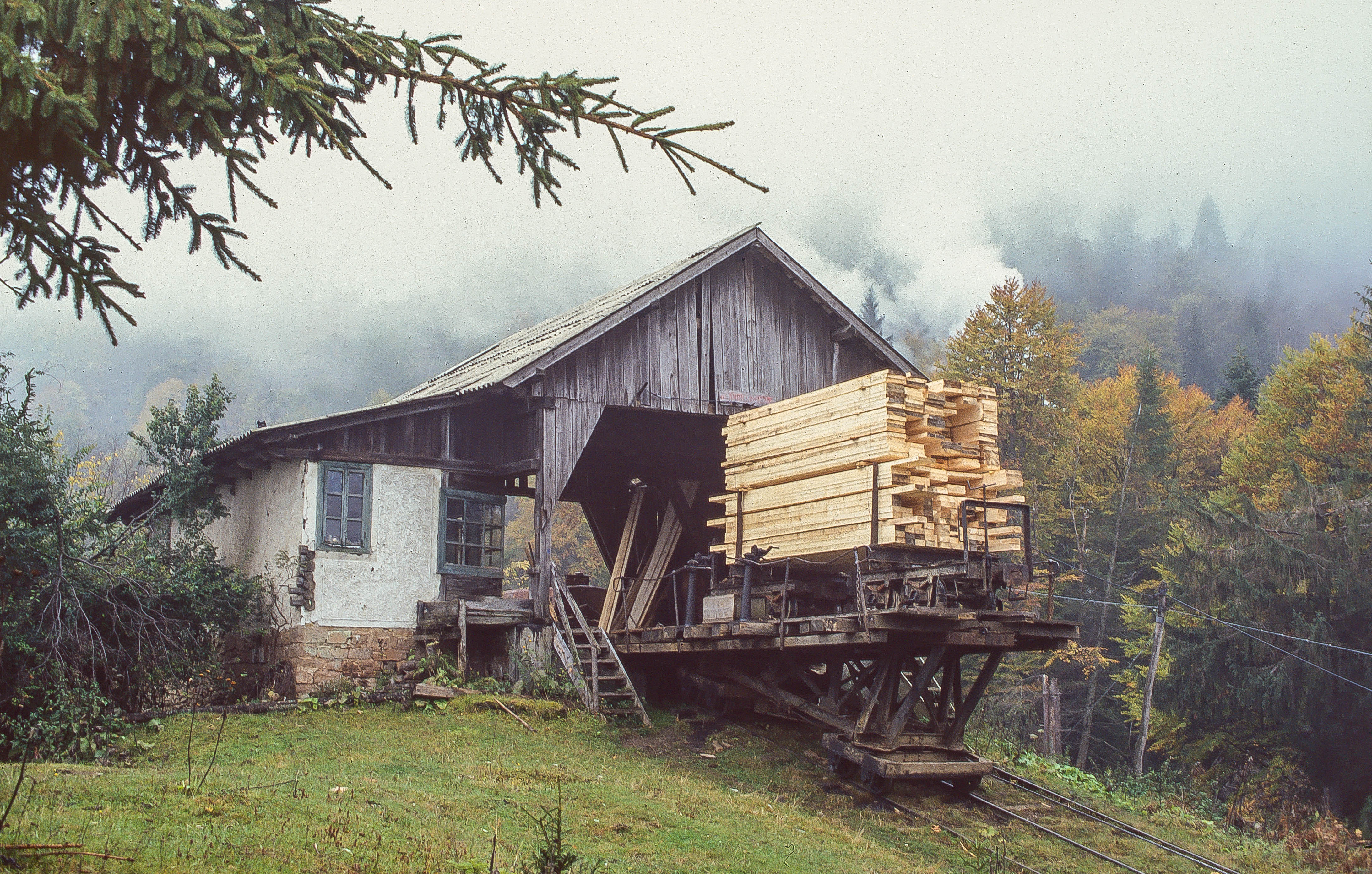
Bergstation der Standseilbahn (September 1996)

Im Zuge des Ausbaus der Waldindustrie zum Ausgang des 19. Jahrhunderts wurde das lokale Streckennetz samt der Standseilbahn eingerichtet. Die Waldeisenbahn mit der Standseilbahn hatte hauptsächlich die Aufgabe, das Holz des örtlichen Sägewerkes ins Tal zu transportieren. Das Streckennetz wurde je nach Bedarf mehrfach verlegt und hatte seine größte Ausdehnung bei etwa 200 km. In Covasna wurde ein Umschlagplatz mit verschiedenen Normal- und Schmalspurbahnen eingerichtet. Die Spurweite des örtlichen Streckennetzes liegt bei 760 mm.
Die Standseilbahn wurde im Zuge der Eröffnung der Lokaleisenbahn zwischen dem Dorf Comandău und der Verwaltungshauptstadt Covasna nach 1892 gebaut. Diese Gravitationsseilbahn hat eine Länge von 1236 m und eine durchschnittliche Steigung von 275 ‰. Der zu überwindende Höhenunterschied zwischen Comandău und Covasna liegt bei etwa 400 m.
1999 wurde der Betrieb der Standseilbahn eingestellt. Die Ursachen liegen zum einen in der zunehmenden Verlegung des Holztransportes auf die Straße seit etwa Mitte der 1960er-Jahre. Aber auch die Privatisierung nach der Wende führte dazu, dass die Standseilbahn zunehmend verfiel, die neuen Eigentümer der Wälder in der Umgebung ließen ihr Holz nicht mehr über die Waldeisenbahn von Comandău transportieren. Als ein verheerender Waldbrand 1996 auch die Standseilbahn zerstörte, wurde sie durch die Mitarbeiter zwar zunächst wieder aufgebaut. Der Betrieb wurde aber nach vielen Betriebsstörungen im Jahre 1999 endgültig eingestellt.
Seitdem bemüht sich der Verein „Sikló“ (ungarisch für Standseilbahn) – rumänisch Șiclău – um die Wiederaufnahme des Betriebes der Bahnverbindung zwischen Comandău und Covasna samt der Standseilbahn.